# US-Cuba Democracy PAC
US-Cuba Democracy PAC é um grupo de pressão que faz tarefas de lobby no Congresso dos Estados Unidos e na Casa Branca, com o objectivo declarado de promover uma transição incondicional que leve a Cuba; a democracia, o império da lei, e o livre mercado.

## Actividades e objectivos declarados
A organização US-Cuba Democracy PAC leva a cabo tarefas de lobby no Congresso dos Estados Unidos, em vários assuntos e em diversas iniciativas legislativas, entre elas;
- Opor-se a qualquier projecto de lei que financie a existência prolongada do regime castrista.
- Dar coragem aos membros do Congresso dos Estados Unidos, para tratar de convencer às pessoas que fazem parte outros parlamentos de todo mundo, para que apoiem as legítimas aspirações de liberdade do povo de Cuba.
- Defender ao hemisfério ocidental contra a ameaça que pode chegar a representar o regime castrista.
- Preparar à próxima geração de líderes democráticos cubanos.
- US-Cuba Democracy PAC oferece seu apoio a candidatos; que têm um papel finque nos comités do Congresso, que são responsáveis pelos assuntos relacionados com Cuba, e que têm demonstrado seu apoio a favor da luta pelos Direitos humanos em Cuba.
- US-Cuba Democracy PAC tem como objectivo fazer chegar sua opinião aos novos membros do Congresso, num esforço por criar um apoio bipartisano a favor do embargo contra o regime castrista.

## História
A organização US-Cuba Democracy PAC foi criada no mês de agosto do ano 2003.

## Membros importantes
Anolan Ponce, Mauricio Claver-Carone, Gus Machado, Raul Masvidal, e Remédios Díaz Oliver.